# Neuffons
Neuffons é uma comuna francesa na região administrativa da Nova Aquitânia, no departamento da Gironda. Estende-se por uma área de 4,72 km². Em 2010 a comuna tinha 149 habitantes (densidade: 31,6 hab./km²).